# Khroustalny (kraï du Primorié)
Khroustalny (en russe : Хруста́льный, littéralement « Cristal »), est une commune urbaine du kraï du Primorié en Extrême-Orient russe. Il se trouve dans le raïon de Kavalerovo, dans le sud-est du Primorié, et sa population s'élevait à 2 532 habitants en 2023.

## Géographie
La localité est située dans le kraï du Primorié, un sujet de l'Extrême-Orient de la Russie, en Mandchourie-Extérieure, autrefois chinoise (avant 1860), et le kraï se trouve dans le district fédéral Extrême-Oriental. Khroustalny est l'une des dix localités du raïon de Kavalerovo, un raïon de l'est du kraï. Son centre administratif est la commune urbaine de Kavalerovo. La région est recouverte par les montagnes du Sikhote-Aline.
Khroustalny, comme tout le kraï du Primorié, est située dans le fuseau horaire MSK+7 (heure de Vladivostok). Le décalage horaire appliqué par rapport au temps universel coordonné est +10:00.
De 2015 à 2021, Khroustalny faisait partie de l'établissement rural de Kavalerovo, avant que les municipalités du raïon ne soient dissoutes,.

## Histoire
La localité a été fondée en 1954.

## Démographie
Recensements (*) et estimations de la population,,,,,,:
| 1959* | 1970* | 1979* | 1989* |
| ----- | ----- | ----- | ----- |
| 5 300 | 6 306 | 5 734 | 5 577 |

| 2002 * | 2010* | 2021* | 2023  |
| ------ | ----- | ----- | ----- |
| 3 664  | 3 138 | 2 596 | 2 532 |